# 荒井宏子
荒井 宏子（あらい ひろこ）は、写真化学を中心とする応用化学者。写真化学専攻。写真美術館などで不可欠な歴史的写真印画の保存と修復の保存科学と修復技術の第一人者。
東京写真短期大学写真技術科（現・東京工芸大学芸術学部）卒業。千葉大学工学部写真工学科文部技官として就職。1984年文化庁の在外研究員としてロチェスター工科大学に一年間留学。日本写真学会画像保存委員会委員。1994年6月から東京都写真美術館保存科学研究室主任研究員。最新カラー印画紙の処理と処方の写真化学の研究と保存の研究の最高権威者の一人で、日本写真学会誌をはじめ多数の論文・著作を有している。